# Jättegök
Jättegök (Scythrops novaehollandiae) är en fågel i familjen gökar inom ordningen gökfåglar.

## Utseende och läte
Jättegöken är som namnet avslöjar en mycket stor gök, störst i hela familjen, och dessutom med en enorm ljus näbb. Fjäderdräkten är mestadels ljusgrå, med mörkare vingar och stjärt. Runt ögat syns en röd ring.

## Utbredning och systematik
Jättegöken placeras som enda art i släktet Scythrops. Den förekommer förekommer Sulawesi till norra och östra Australien, övervintrar på Moluckerna, Nya Guinea. Den behandlas som monotypisk, det vill säga att den inte delas in i några underarter.

## Levnaddsätt
Jättegöken ses flyga runt tidigt på morgonen då den ljuder sitt kraftiga läte eller när den sitter i ett fruktbärande fikonträd. Liksom många andra gökar är den boparasit som lägger sina ägg i andra fåglars bon, denna art framför allt torreskråka och svartvit kurrawong.

## Status och hot
Arten har ett stort utbredningsområde, men tros minska i antal, dock inte tillräckligt kraftigt för att den ska betraktas som hotad. Internationella naturvårdsunionen IUCN listar arten som livskraftig (LC).

## Bilder

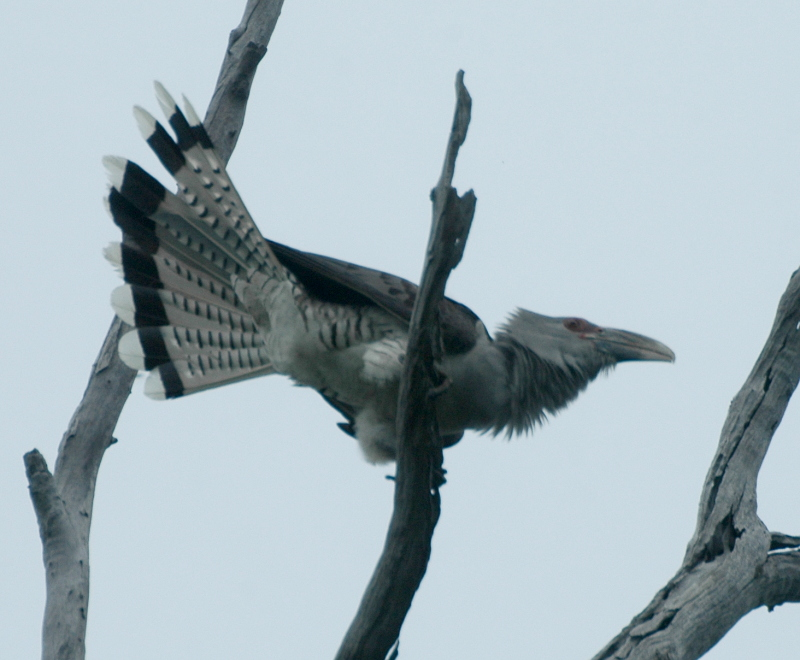
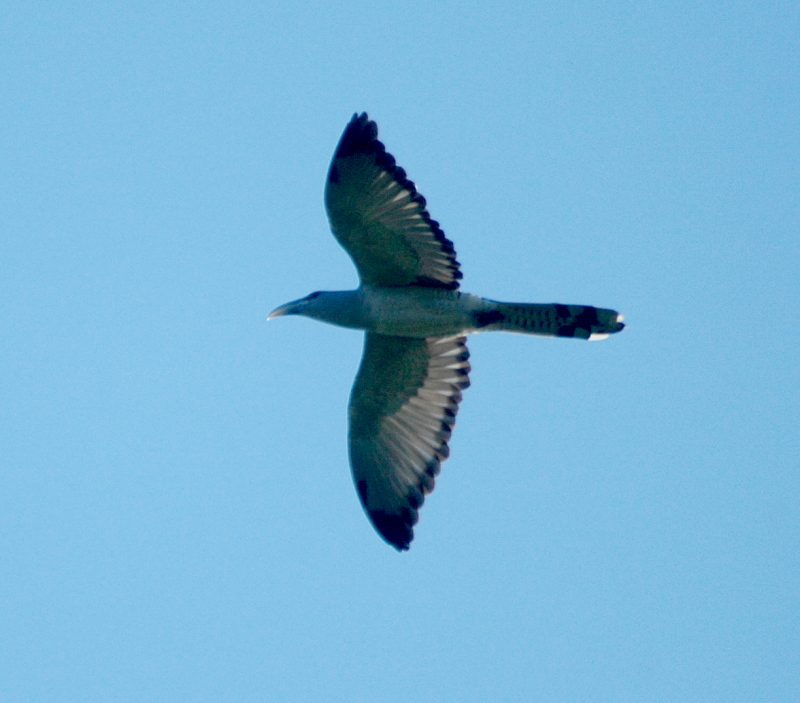
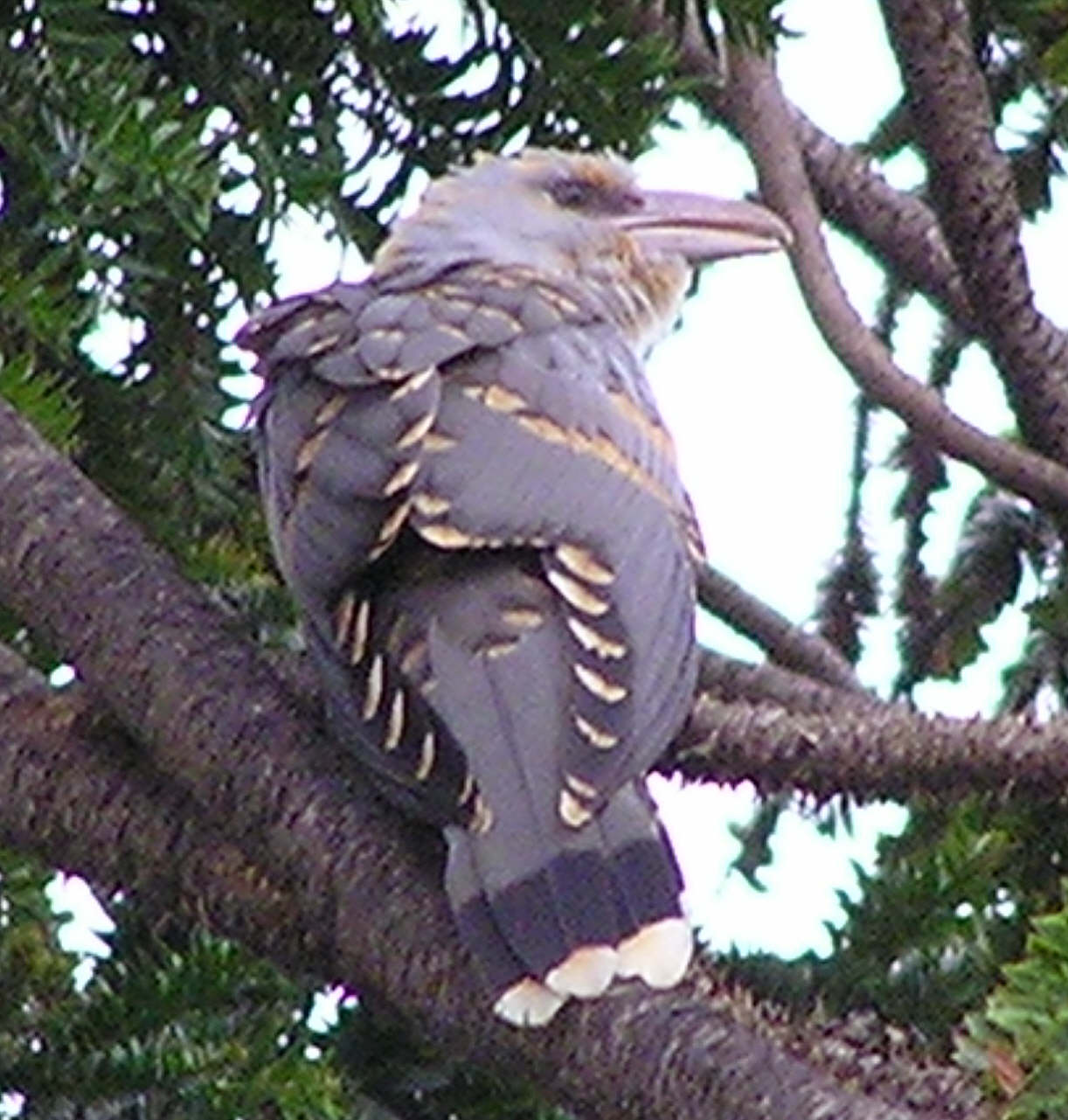
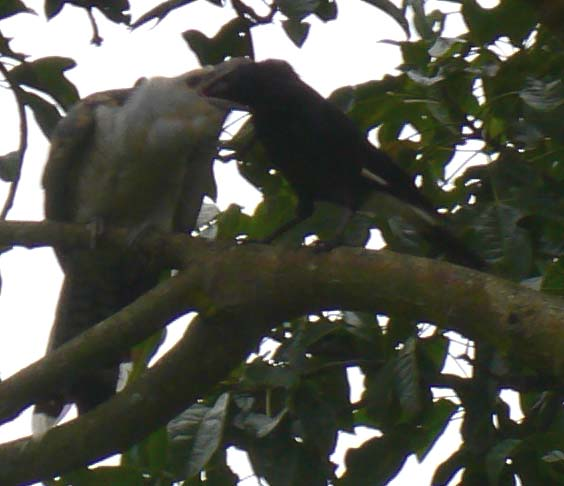
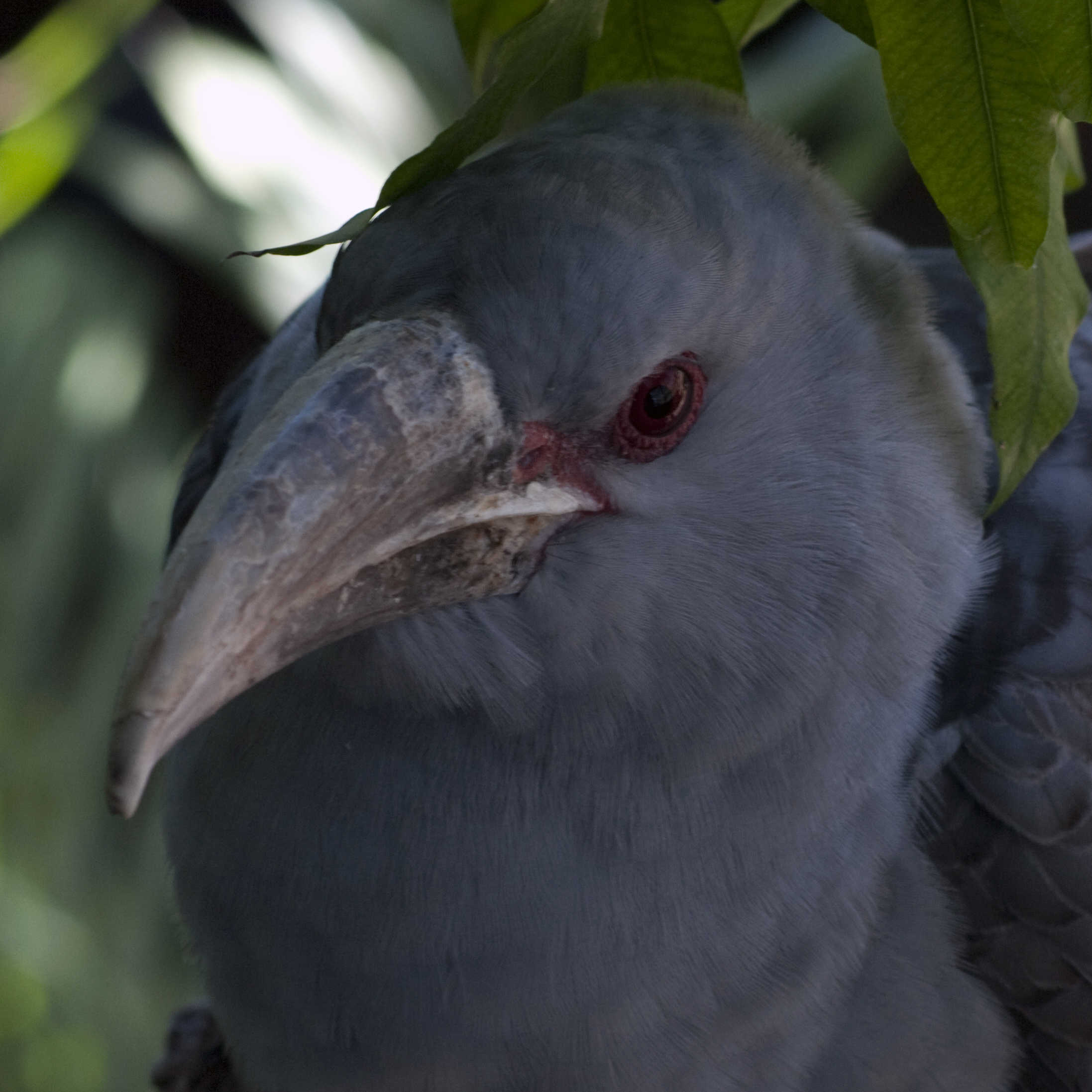